# Santuario di Santa Maria del Castello
La Basilica minore pontificia santuario di Santa Maria del Castello - detta comunemente Madonna del Castello - sorge nel centro storico della città di Castrovillari, su una collinetta che si eleva sui 350 metri e che funge anche da terrazza naturale per il panorama della catena montuosa del Pollino. Per la storia che racconta, legata a una tradizione leggendaria e per il culto votivo che si diffuse in seguito, dedicato alla preziosa immagine miracolosa ritrovata e contenuta al suo interno, Santa Maria del Castello è la patrona principale della città di Castrovillari e delle genti del Pollino, che ne celebrano solennemente la festa il 1º maggio di ogni anno,  con il solenne pontificale  presieduto dal Vescovo di Cassano all' Jonio e consegna delle chiavi della città; da parte del sindaco di  Castrovillari e le autorità, e il gonfalone della città, preceduta da un solenne novenario predicato, dal 21 al 29 aprile, il 30 aprile di ogni anno viene portato in processione, il simulacro della Madonna detta "della Pace".Caratteristica a mezzogiorno della Vigilia della festa il 30 aprile, è la Messa della Collana, posa e offerta dell'oro con relativa incoronazione dell'effige della Madonna. Con decreto pontificio di Papa Francesco del 3 gennaio 2022, il Santuario è stato elevato alla dignità di Basilica minore Pontificia. La celebrazione eucaristica di conferimento di tale dignità si è svolta il 25 marzo 2022, solennità dell'Annunciazione del Signore, presieduta dal vescovo della Diocesi di Cassano all' Jonio, mons. Francesco Savino.

## Storia
L'edificio fu costruito nel 1090, per ordine del conte Ruggero Il Normanno (figlio di Roberto il Guiscardo) detto il Borsa, con l'intenzione di costruire una fortezza che sorgesse nel punto più alto della città, per difendersi da attacchi e incursioni nemiche e per meglio proteggere la sua corte dall'ostilità del popolo verso la dominazione normanna. Note sono, infatti, le imprese che i Normanni dovettero condurre più volte e per lunghi anni prima di impossessarsi della città di Castrovillari, dotata di possenti fortificazioni e di una coraggiosa resistenza degli abitanti, successivamente arresisi agli assedi dei conquistatori soltanto perché esasperati dalla fame.
I Normanni conquistarono la città nel 1064 dopo il lungo assedio di Roberto il Guiscardo, e dopo che già quasi tutta la Calabria era finita nelle loro mani. Ma anche negli anni seguenti la città fu contesa dai successivi principi normanni: Guglielmo Arenga si ribellò a Roberto Il Guiscardo nel 1073 il quale, impegnato nella presa di San Severina, mandò il figlio Ruggero ad assediare Castrovillari; quest'ultimo, succedendo al padre nel 1085 e memore della lunga e indomita resistenza della città, ordinò che sulla sommità del colle sorgesse un possente castello per tenere in soggezione i cittadini. È il 1090 quando gli operai inviati dal conte Ruggero cominciarono a gettare le basi della temuta fortezza, inasprendo l'ostilità degli abitanti. 
La tradizione racconta, però, che durante i lavori di edificazione ordinati dal Borsa, le mura della fortezza costruite durante il giorno crollassero misteriosamente durante la notte. L'accaduto suscitò lo stupore del conte che, inorgoglito, ordinò alle maestranze di scavare più a fondo nella roccia per rinforzare le fondamenta del castello. Fu proprio durante l'ultima fase di scavi che avvenne il prodigio: il ritrovamento, ad opera degli operai che eseguivano i lavori, di un'immagine raffigurante una Madonna col Bambino, dipinta su un muro. Dinnanzi all'apparire della sacra immagine, gli operai caddero in ginocchio, il popolo accorse e gridò al miracolo. La scoperta, considerata prodigiosa, creò il presupposto per l'insurrezione dei cittadini contro la costruzione della fortezza e la dominazione. Grazie all'intercessione del Vescovo di Cassano Sassone, Vicario del Papa Urbano II e amico del conte Ruggero, che accolse la causa di ribellione del popolo castrovillarese, il conte ordinò che al posto del castello fosse costruito un santuario al centro del quale fu posta l'immagine della Madonna che, da quel momento in poi, fu detta del Castello. Il popolo, entusiasta per la grazia ottenuta, si strinse intorno alla Vergine tributandole onori e lodi senza fine e proclamandola Patrona della Città. 
Dinnanzi al ritratto della Vergine, si sono inginocchiati papi, re, imperatori, artisti, letterati italiani e stranieri. Carlo V, il 13 novembre 1535, facendo il suo ingresso nel santuario a Castrovillari, reduce dall'impresa di Tunisi, rimase talmente attratto dalla Vergine che, nel diploma con cui dava a Castrovillari il titolo di città, ordinò che ogni personaggio insigne lì arrivato, facesse ingresso nel Santuario di Santa Maria del Castello.

### Valorizzazione
L'opera di tutela, gestione e valorizzazione del Santuario, curate in ogni loro aspetto da monsignor Carmine De Bartolo, rettore del Santuario in carica dal 1993, si è intensificata in seguito alla terribile frana che ha causato il crollo del versante nord del colle ove sorge il santuario, avvenuta nella notte tra il 5 e il 6 marzo 2012. Il santuario, rimasto inaccessibile al pubblico in auto per sette anni, ha inaugurato il 6 agosto 2018 una nuova strada, che fiancheggia una parete muraria che ospita opere d'arte di artisti locali di fama. Con decreto pontificio di Papa Francesco del 3 gennaio 2022, il Santuario è stato elevato alla dignità di Basilica minore Pontificia. La celebrazione eucaristica di conferimento di tale dignità, si è svolta il 25 marzo 2022, solennità dell'Annunciazione del Signore, presieduta dal vescovo della Diocesi di Cassano all' Jonio mons. Francesco Savino.

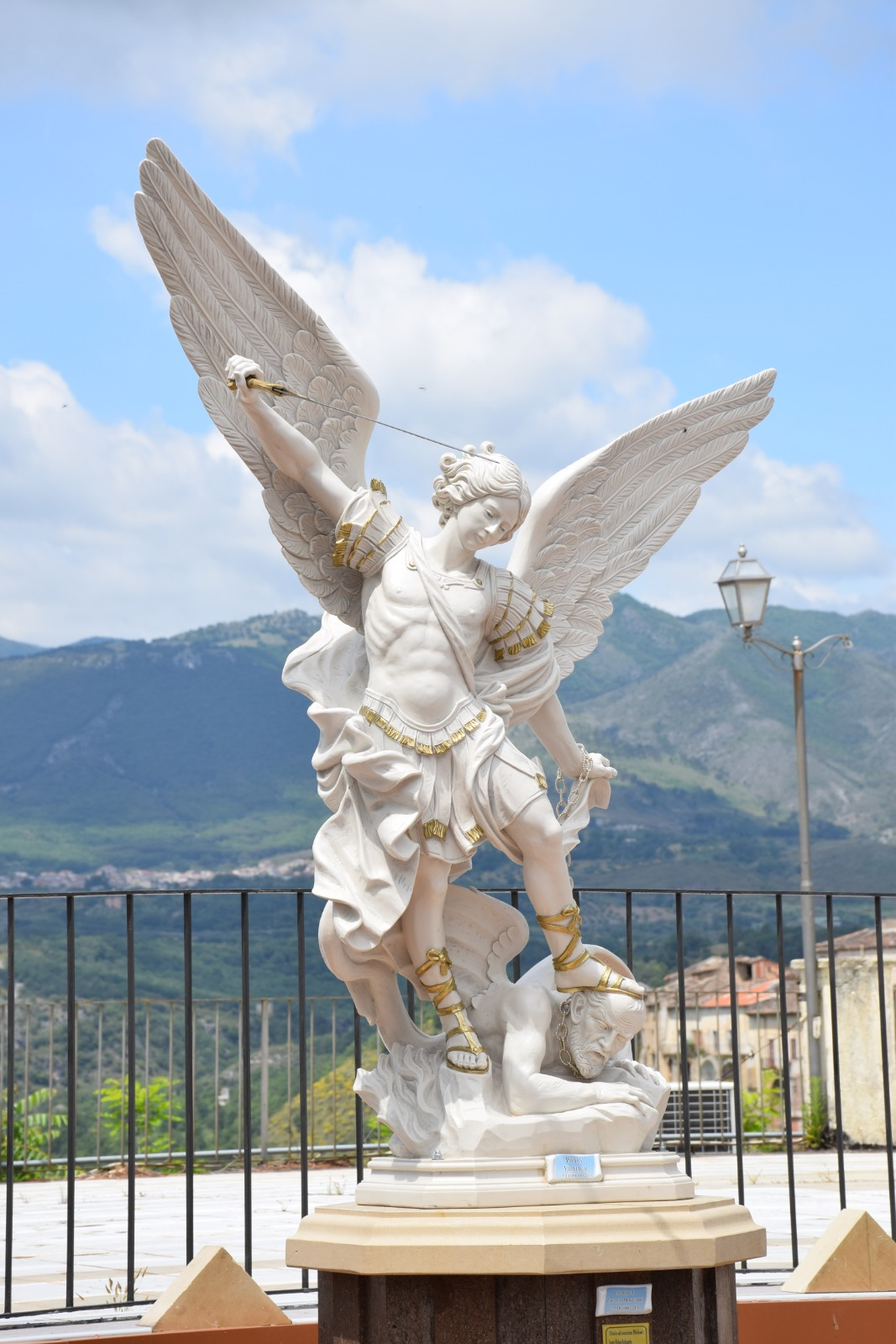
San Michele Arcangelo, statua in marmo bianco
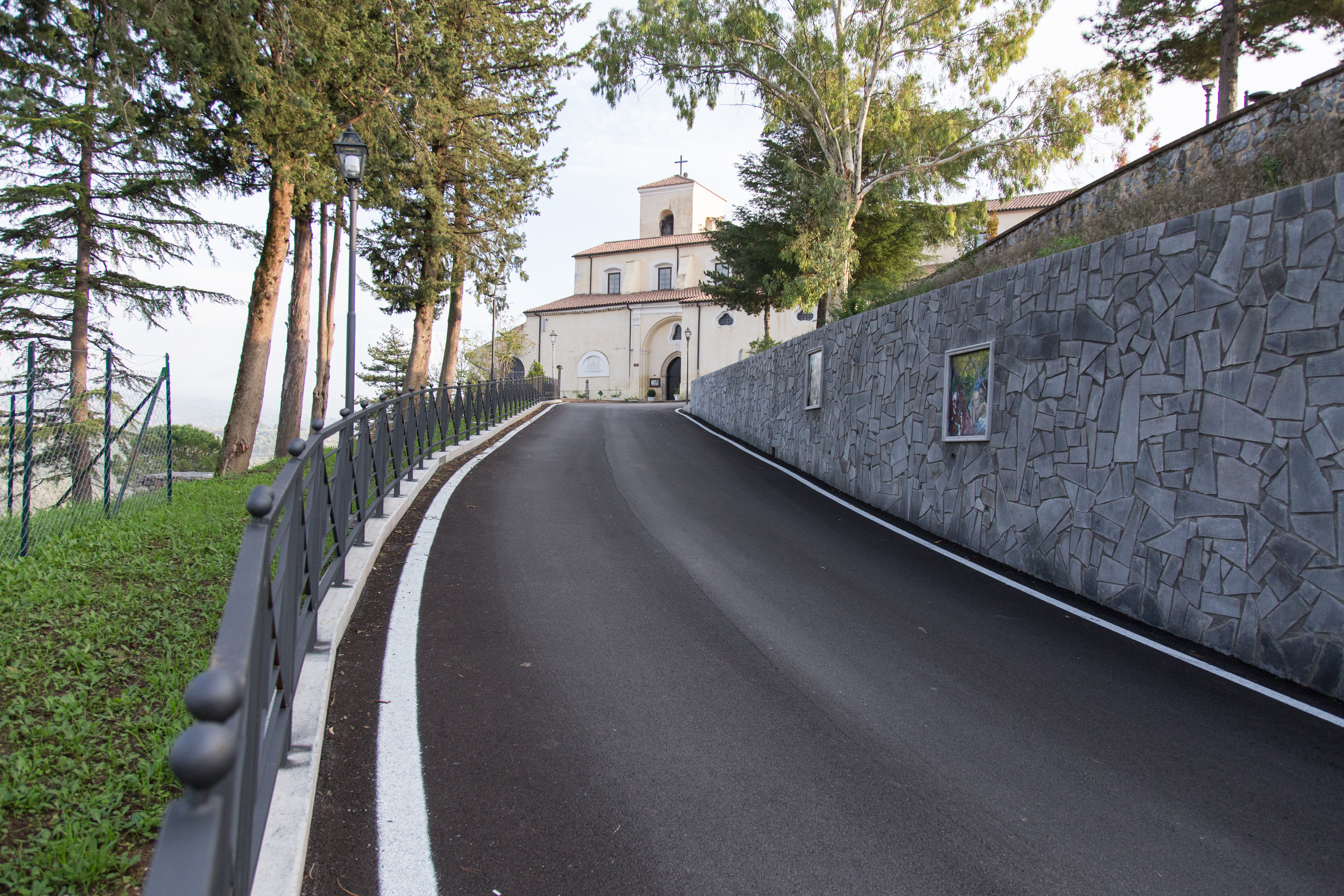
Nuovo percorso di accesso al santuario durante l'ultima opera di valorizzazione
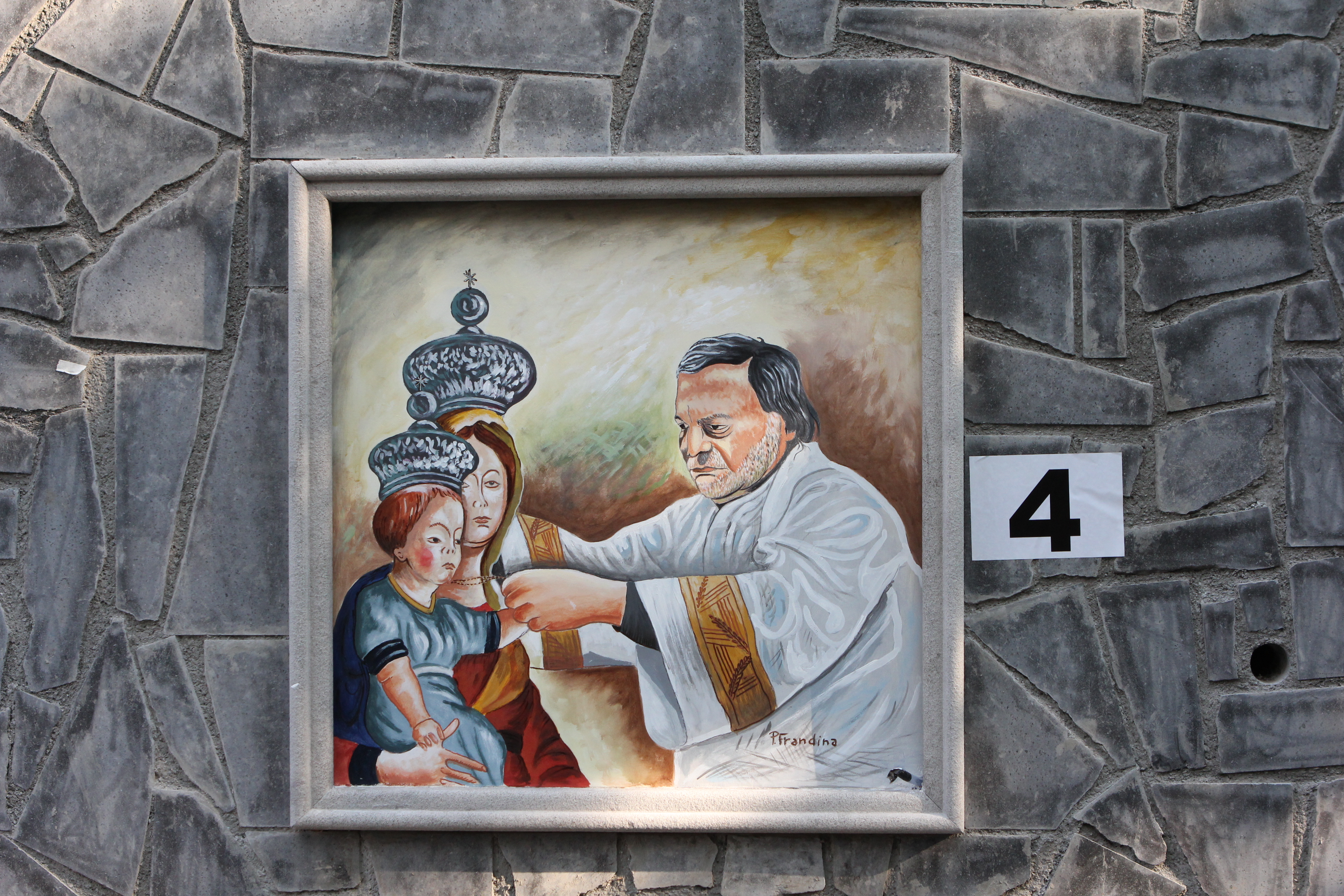
P. Frandina, don Carmine De Bartolo incorona la statua della Madonna detta "della Pace" e del Castello, murales

## Descrizione

### Architettura
L'edificio, costruito nel 1090, fu rifatto nel 1363 e subì notevoli rifacimenti nel XVI secolo e nel XVIII che ne trasformarono la struttura originaria.
La struttura della chiesa è a tre navate, rigorosamente in stile normanno, con fregi arabo-bizantini. La facciata, preceduta da un portico con finestre ad arco e tracce di affreschi del XV secolo, presenta due portali romanici sovrastati da un fregio ad archetti trilobati decorati da coppie di rosette, forse del XIV secolo. Questi portali si trovavano un tempo sul lato opposto, in quanto i lavori di rifacimento della chiesa, conclusi nel 1769, portarono all'inversione dell'orientamento dell'edificio, motivo per cui si assiste oggi all'anomalia della presenza della porta d'accesso sulla cripta e dell'abside rivolta al centro abitato, anziché essere orientata ad est come in tutte le chiese di origine medievale. L'ingresso usato dai fedeli, però, è quello posto sul fianco, corrispondente alla navata destra, dove si apre un portale a sesto acuto, in pietra, di chiara derivazione gotica. Sul lato opposto, si trova un altro portale con decorazione barocca, oggi murato, risalente ai rifacimenti settecenteschi. La navata centrale si prolunga nell'abside occupata dal coro ed è fiancheggiata da dieci arcate ampie, di cui due murate per sostenere la cantoria. Le navate laterali terminano in due cappelle rispettive, seguite dalla sagrestia da una parte e da un vasto ripostiglio dall'altra.
Sulle arcate della cantoria corrono il cornicione e il muro della volta, tramezzato da finestre settecentesche rettangolari.
La volta è a botte, mentre quella delle navate laterali è a vela. Entrambe sono adornate con pregevoli stucchi. L'ingresso principale sostiene la cantoria a balconata, sostenuta da due colonne e adornata da putti che fuoriescono da cariatidi e stucchi, dotata di un organo del XVIII sec.,in legno scolpito e dorato. Nel mezzo della navata centrale, si trova la cappella della Madonna, la cui parete di fondo è ricoperta da marmi finissimi e pregevoli, incastrati nel muro: al centro si apre l'edicola della Madonna raffigurata col Bambino e sovrastata da due angeli in marmo bianco che reggono una corona. Al di sopra, altri due angeli più grandi reggono un'altra corona di stucco. L'altare, a marmi policromi intarsiati, come gli altri nove presenti nel santuario, eccetto uno, si sposa perfettamente con la cappella, arricchita da una balaustra semicircolare. 
In fondo, nel presbiterio, l'altare maggiore merita particolare attenzione: realizzato in epoca anteriore rispetto al rifacimento della chiesa, avvenuto nel 1769, separa il coro dal presbiterio e si distingue per la bellezza del ciborio e delle mensole laterali, impreziosito da putti di marmo reggenti candelabri a forma di cornucopia. Il paliotto e la balaustra dell'altare, identici a quelli della cappella della Madonna, sono dotati di un cancelletto a due battenti in bronzo in stile barocco del 1774.

### Madonna col Bambino

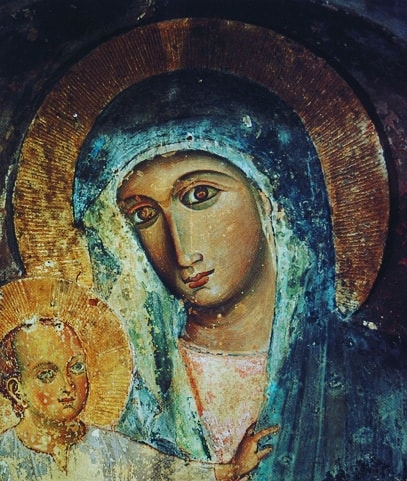
Immagine miracolosa della Madonna del Castello, Patrona Principale della città di Castrovillari

Dall'ingresso principale del santuario si accede direttamente all'altare della Madonna, un capolavoro di policromia di marmi di epoca barocca, come tutti gli altari del santuario. Sull'altare della Madonna, di fronte all'ingresso laterale principale, inserita in un'edicola con due putti di marmo bianco reggenti una corona, troneggia il dipinto della Madonna del Castello, icona bizantina straordinaria e potente nella dolcezza della sacra effigie. 
"Il dipinto della Madonna si presenta ben definito nelle sue linee. Occhi assai grandi e profondi, dallo sguardo dolce, naso diritto, piccole e floride le labbra, rotondo il mento, ben armonizzantesi nella soavità del bel volto ovale; la testa coperta da manto turchino che le scende sulle spalle e si chiude lasciando aperta sul petto una larga scollatura che un candido velo copre". Sulla fronte della Madonna e su quella del Bambino una corona d'oro, donata nel 1880 dai castrovillaresi emigrati a Buenos Aires in Argentina e due diademi tempestati di brillanti, perle, zaffiri, rubini e diamanti, appositamente realizzati per l'Incoronazione del 27 giugno 1954 da un orafo crotonese, ogni anno il 30 aprile, vigilia della festa a mezzogiorno in punto vengono posti sulla sacra effigie.
Un'icona popolare ma allo stesso tempo unica nel suo genere, universale e particolare insieme, dai tratti orientali e occidentali, riassunto perfetto della diversità e della coincidenza degli opposti avvolti nel mistero di un'unica figura: la Madre Theotòkos, "Colei che ha dato la vita a Dio". La posa delle figure è quella tradizionale delle icone bizantine di questo tipo: la Vergine in primo piano tiene il Bambino Gesù in braccio, la mano di Lui sul sacro manto di lei, diretta verso il cuore. Lei sorride di una dolcezza ultraterrena, calma e fedele, come i sentimenti di pace e profonda serenità che ispira in chi guarda. Lo sguardo, diretto verso lo spettatore, è acceso di una strana fiamma che supera il colore e resta viva nella memoria di chiunque. La bellezza dei colori, che ricordano quelli di Cimabue e di Giotto, le tinte neutre ma luminose, i tratti morbidi, lo stile unico nel genere iconico bizantino, fanno di questo dipinto un capolavoro pregevole e ricercato.
Il dipinto fu attribuito, secondo un'inedita tradizione locale, a San Luca, secondo altri, invece, di provenienza orientale, sarebbe stato nascosto per essere salvato dalla lotta iconoclasta e dal rischio di una profanazione. Il trafugamento sarebbe quindi avvenuto nel VII secolo, ma nulla escluderebbe che l'immagine sia addirittura più antica. Secondo lo storico castrovillarese Rubini, invece, trattandosi di un affresco su muro di mediocre grandezza, si tratterebbe di una pittura esistente sulla parete di una cappella che poi, nel tempo, l'avrebbe sepolta sotto le proprie macerie. Ma i tratti del dipinto, decisamente bizantini, fanno altresì pensare che i suoi autori fossero i monaci greci, detti impropriamente basiliani, tanto dediti alla pittura parietale e alla rappresentazione di immagini sacre, che nel VII-VIII secolo abitavano le grotte eremitiche ancora visibili sotto il Santuario. 
La tradizione popolare del suo ritrovamento, invece,resta nel tempo la più consolidata: l'immagine, trovata dagli operai che scavavano le fondamenta per la fortezza di Ruggero Il Normanno, portava sull'occhio sinistro il colpo accidentale del piccone, visibile fino a poco prima del restauro del dipinto.

### Altre opere d'arte all'interno del santuario
All'ingresso del santuario, a sinistra del portico che introduce l'altare della Madonna del Castello, si trova la Madonna della Melagrana, una formella scolpita in marmo bianco di scuola pisana, attribuita a Tino Camaino. La formella, di modeste dimensioni, rappresenta la Vergine nell'atto di offrire una melograna, simbolo della Passione di Cristo, al Bambino che tiene nell'altra mano. Sopra l'immagine della Vergine, è scolpita quella di Dio Padre, anch'egli rappresentato a mezzo busto. Rilevante nell'opera la scuola di Giovanni Pisano,  maestro di Camaino nella distensione delle figure e nella morbidezza dei volumi. 
Sulla parete di fondo dell'abside, contornata da stucchi barocchi, la pala dell'altare maggiore intitolata Assunzione della Vergine di Pietro Negroni, occupa un posto importante all'interno del santuario, per la firma che porta impressa sulla tela e per le sue dimensioni (300x200 cm). L'iconografia è quella classica, fedelmente rappresentata rispetto al racconto cristiano, probabilmente commissionato all'artista dal clero. Maria ascende al Cielo anima e corpo, sorretta da angeli, a mani giunte, guardando i dodici apostoli che in basso sono raffigurati in diversi atteggiamenti, riuniti attorno al sarcofago fiorito: uno, al centro, tende la mano verso la Vergine come per afferrarne la cintura della veste; Tommaso, incredulo, è intento a contemplare la fioritura del giglio fiorito invece del corpo all'interno della tomba della Madonna; Pietro, inginocchiato, alza gli occhi al cielo verso la Vergine, mentre Giovanni, in primo piano, domina la scena da un punto di vista quasi teatrale, mostrando il tallone destro ai margini del dipinto, guardando dietro di sé la folla. Il momento dell'Assunzione è rappresentato come immediato sulla scena che pare si stia svolgendo davanti allo spettatore e in quel momento. L'effetto di realtà è dato dalla resa cromatica ed emotiva delle figure rappresentate, ritratte nei diversi moti dell'anima, come da scuola rinascimentale. La tavola, realizzata nel 1560, è tra le più pregevoli che si trovano all'interno del santuario, della Calabria, e non solo.
Pietro Negroni, artista originario di Turzano o di San Marco Argentano, è uno dei più rappresentativi che ha prodotto la Calabria, il maggiore forse, dopo Mattia Preti.  Contemporaneo a Raffaello, Michelangelo, Tiziano, allievo di Marco Cardisco Calabrese citato da Giorgio Vasari, diventa grazie a questa pala grandiosa, patrimonio geloso dei castrovillaresi e dei calabresi appassionati di arte e studiosi del settore.
Nella seconda cappella della navata sinistra, si trova la Madonna con Bambino in trono fra i Santi Barbara e Lorenzo, eseguita dallo stesso Pietro Negroni. 
La Madonna è rappresentata seduta in trono, con un abito rosso dal manto azzurro orlato di oro e il velo bianco, mentre sostiene la gamba destra del Bambino nudo. Santa Barbara è riconoscibile dalla torre di bronzo alle sue spalle, nella quale fu richiusa dal padre, incenerito da un fulmine per la sua crudeltà. San Lorenzo, diacono della chiesa romana, martirizzato sulla graticola è riconoscibile dalla stessa e dal libro sacro che tiene in una mano, forse aperto sul salmo Dispersit, dedit pauperibus, che intona alla Vergine, la quale guarda verso di lui. Il Bambino, sporgendosi nella stessa direzione, afferra la palma di martirio che gli porge la Santa. Evidente è la matrice fiamminga del dipinto, di chiaro stampo manierista, eseguito nel 1552, in epoca di rifacimento dell'edificio, probabilmente commissionata all'artista dalla famiglia degli Spinelli,  nel periodo in cui Castrovillari era suo feudo.
Conduce alla sagrestia una Deposizione di scuola napoletana, lodata per tinte e chiaroscuri, di ignoto autore meridionale, che raffigura la Madonna dolorante con sulle ginocchia Cristo morto, la testa adagiata sul petto, il corpo esanime. Per la drammatica luce di ispirazione caravaggesca e per la posa delle figure, il dipinto fu attribuito a Mattia Preti, o comunque a una buona scuola napoletana del primo settecento. La Vergine eleva gli occhi al Cielo, esempio di speranza e di accettazione del Mistero e della volontà divina, di incrollabile fiducia, di emozione contenuta, affidata all'Alto, anche nel momento estremo del patire.
Sul cappellone la Circoncisione di Genesio Galtieri, nativo della vicina Morano Calabro, illustra il vecchio Simeone dietro il tavolo dove è seduto Gesù bambino nell'atto di circonciderlo. Il Vangelo di Luca racconta, infatti, che otto giorni dopo la nascita il Bambino viene portato al tempio per essere circonciso e ricevere il nome di Gesù. Nella parte superiore del dipinto, comprendente un gruppo di cherubini nella gloria divina, compare infatti, la scritta JHS, Jesus Hominorum Salvator, in un alone dove è raffigurato un cuore avvolto da una corona di spine. A sinistra, la Vergine è raffigurata nel momento del compianto, mentre un'ancella tiene in un cesto due tortorelle da offrire in sacrificio, secondo la legge. Sulla tavola un'ampolla e una vaschetta, simboli rispettivamente di purezza e sacrificio, in cui sarà collocato il prepuzio di Gesù.
L'immagine della tenera Madonna che si affaccia da una nube con il Bambino Gesù in braccio, il quale si tiene al suo mantello blu con il tipico atteggiamento dell'infante in età di allattamento, è raffigurata su un'altra tela di valore, la Madonna del Carmine, ammirevole per il colore utilizzato. Circondata da angeli e cherubini, sotto di lei stanno Sant'Antonio da Padova e Sant'Antonio Abate. Il primo rappresentato con un giglio bianco in mano, simbolo della verginità, indicante la Vergine e il Bambino. L'altro individuato nel bastone con campanella e una croce. Nell'altra mano tiene un libro sul cui testo compare una fiamma, simbolo dell'ardore di fede della sua scrittura, sia della patologia che porta il suo nome, che egli curò con grasso di maiale. L'animale, spesso associato alle sue rappresentazioni, infatti, testimonia anche la lotta del santo contro il diavolo che egli dovette sostenere in vita. Il dipinto è stato realizzato nella fase di rifacimento che l'intero edificio subì nel settecento, attribuito al pittore locale Giuseppe Rimola o a Simone Oliva.

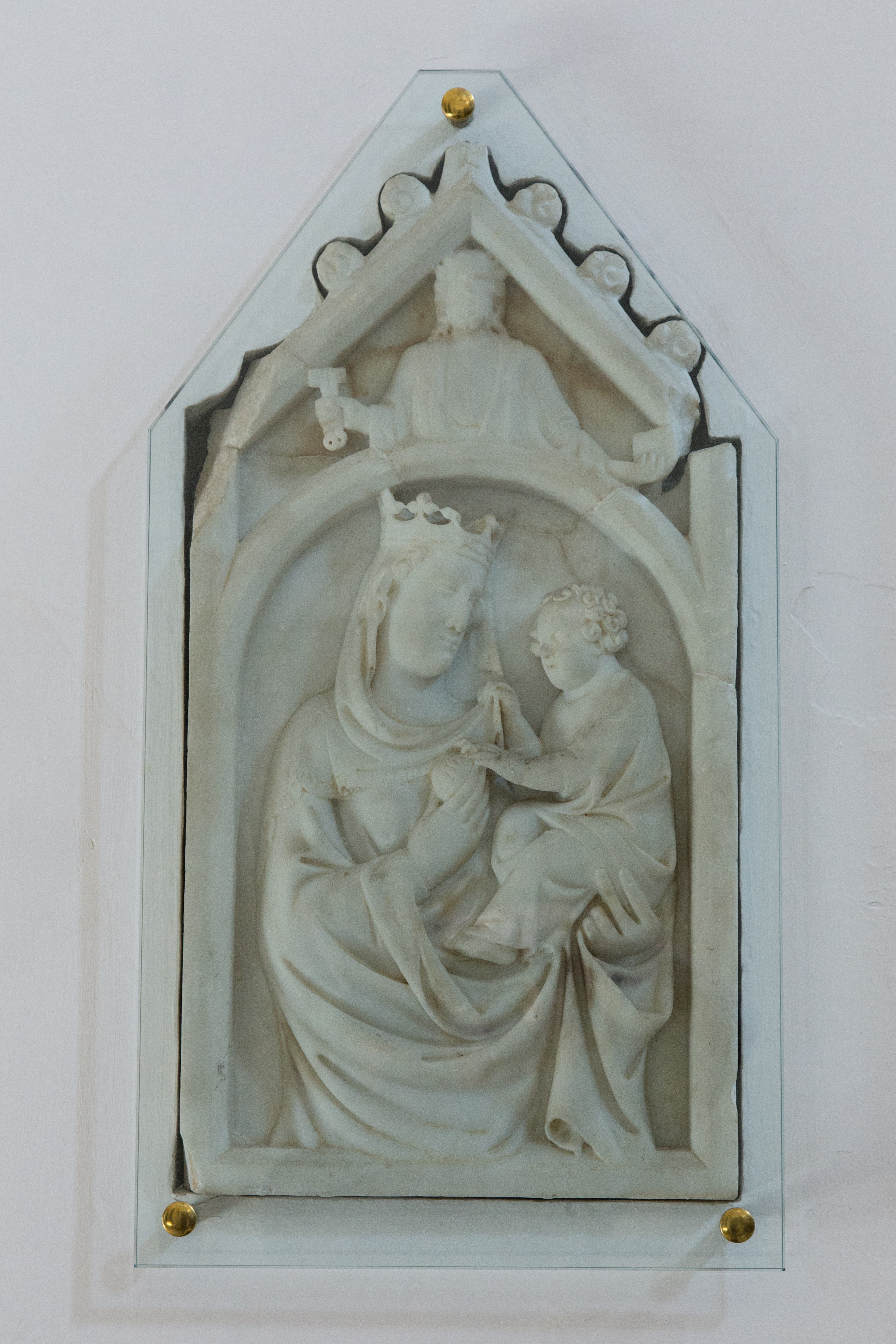
Tino di Camaino, Madonna della Melograna (XIV sec), formella scolpita in marmo bianco, 50x32 cm
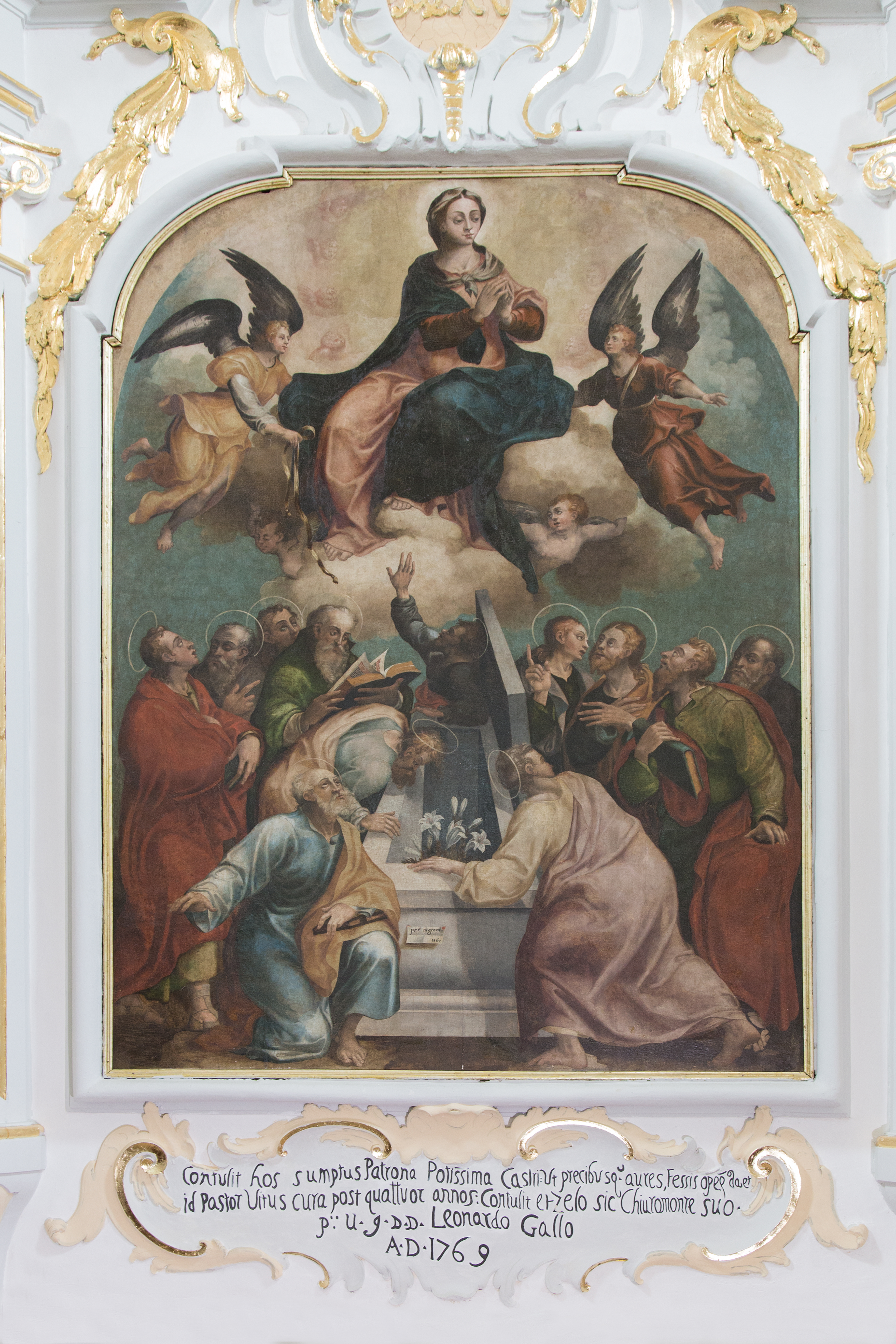
Pietro Negroni, Assunzione della Vergine (1560) olio su tavola, 300x200 cm
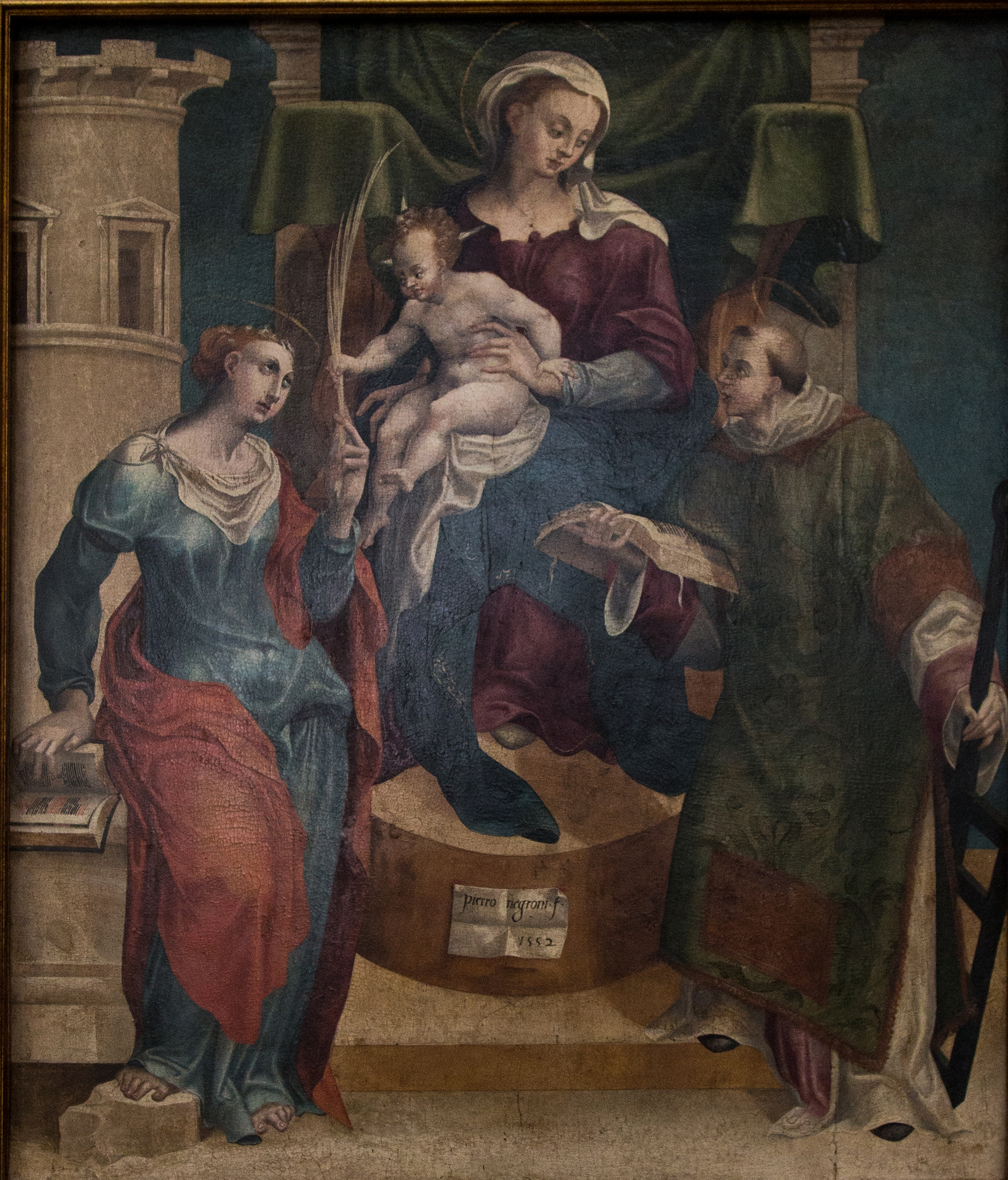
Pietro Negroni, Madonna col bambino e S.Barbara e S.Lorenzo (1552) olio su tavola, 128x108 cm
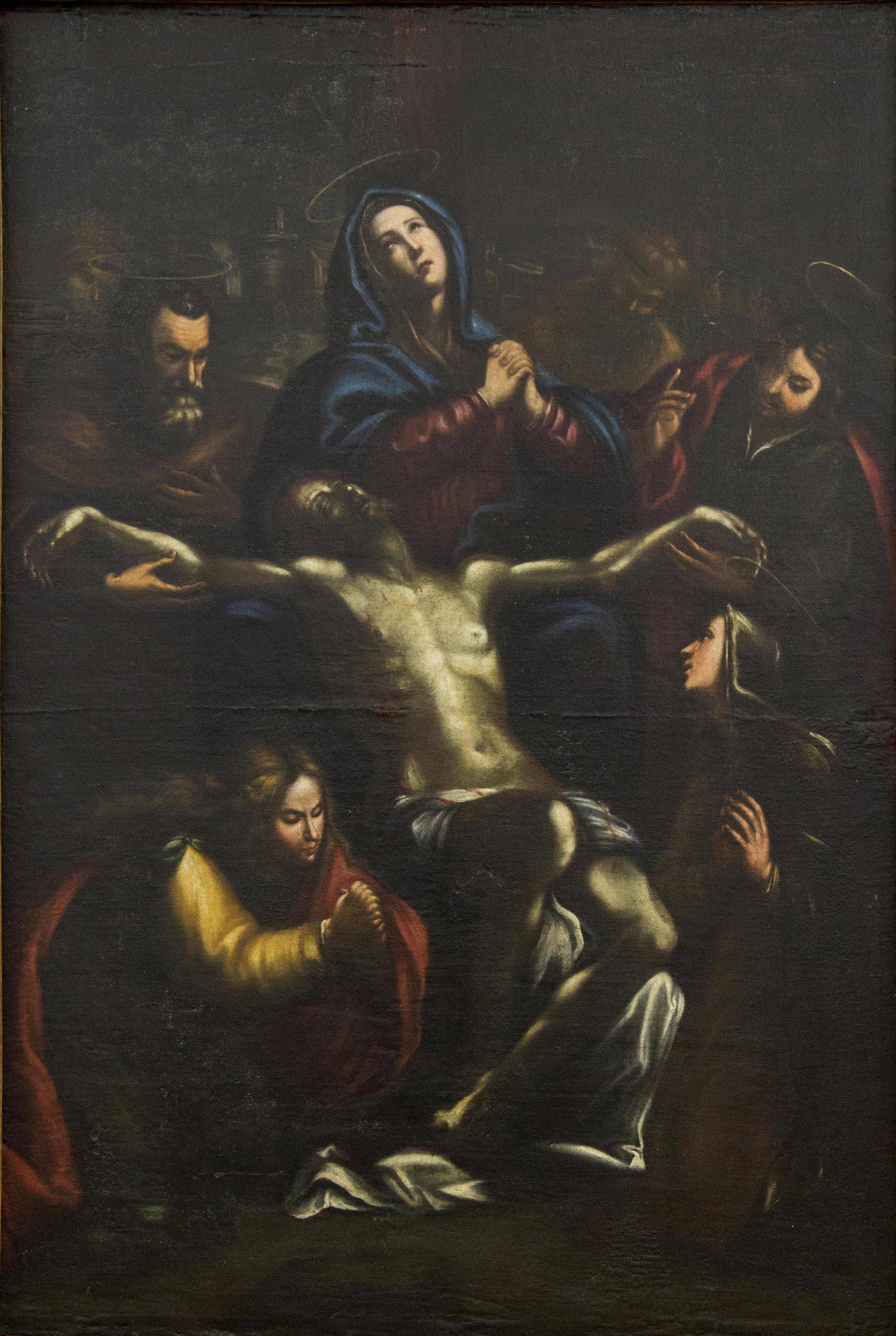
Pittore meridionale, Compianto su Cristo morto (XVII-XVIII sec), olio su tela, 153x104 cm
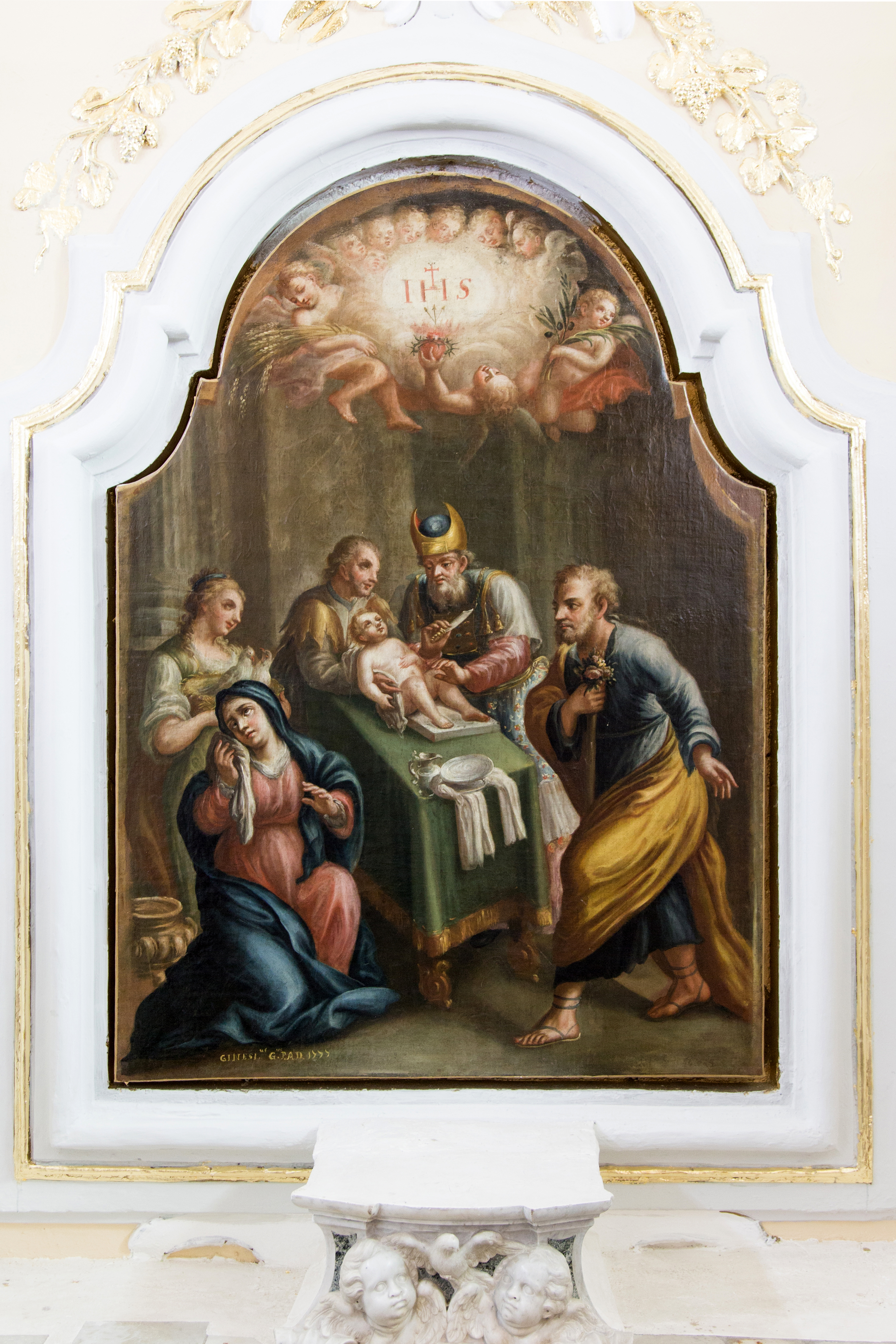
Genesio Galtieri, La circoncisione di Gesù (1777), olio su tela, 180x126 cm
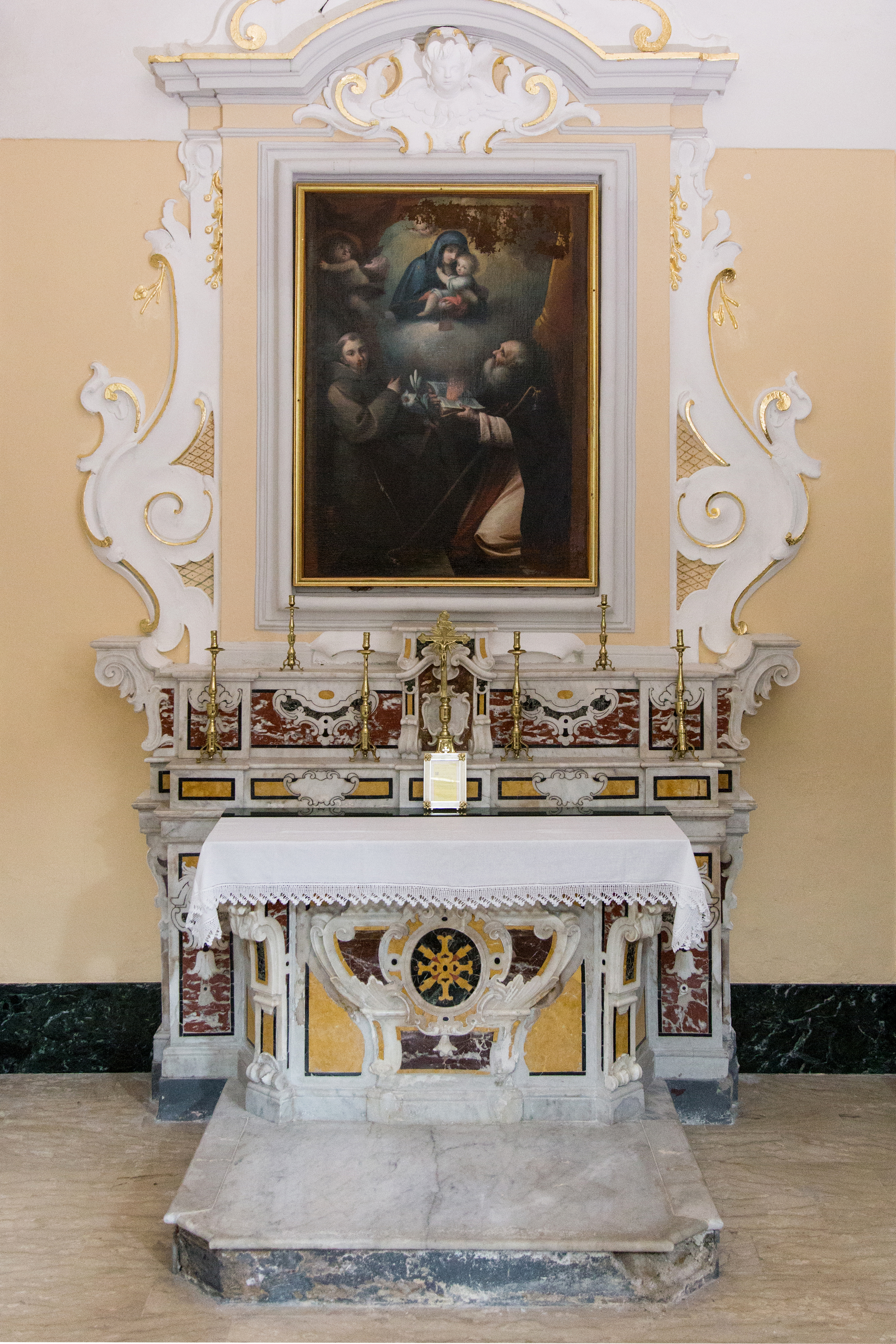
Pittore meridionale, Madonna col bambino, Sant'Antonio da Padova e Sant'Antonio Abate (XVIII sec), olio su tela, 126x190 cm

### Cripta
Posta sotto il porticato delle logge, è costituita da un vano a forma rettangolare con cinque finestre ad arco a tutto sesto, che continua in un altro porticato più piccolo con tre finestre, comunicante con l'esterno sulla parte meridionale dell'edificio. All'interno, illuminato da due monofore, si trova un affresco d'epoca normanna raffigurante la Vergine col Bambino e sulla destra un personaggio inginocchiato e incoronato in cui è possibile riconoscere Ruggero, il fondatore del sacro tempio. L'affresco è racchiuso in uno scorcio architettonico con due torri poggianti su colonne, una tortile con capitello d'impronta arabeggiante e l'altra con capitello liscio. Sulla testa della Vergine e del Bambino una fascia semicircolare lascia intravedere sei elmi. La cornice dell'affresco reca tre medaglioni con Santi benedicenti e temi floreali. Ai lati, altri due medaglioni racchiudono due scudi araldici, uno dei quali mostra una banda orizzontale d'argento in campo azzurro, risalente all'XI secolo, appartenente a un feudatario normanno.

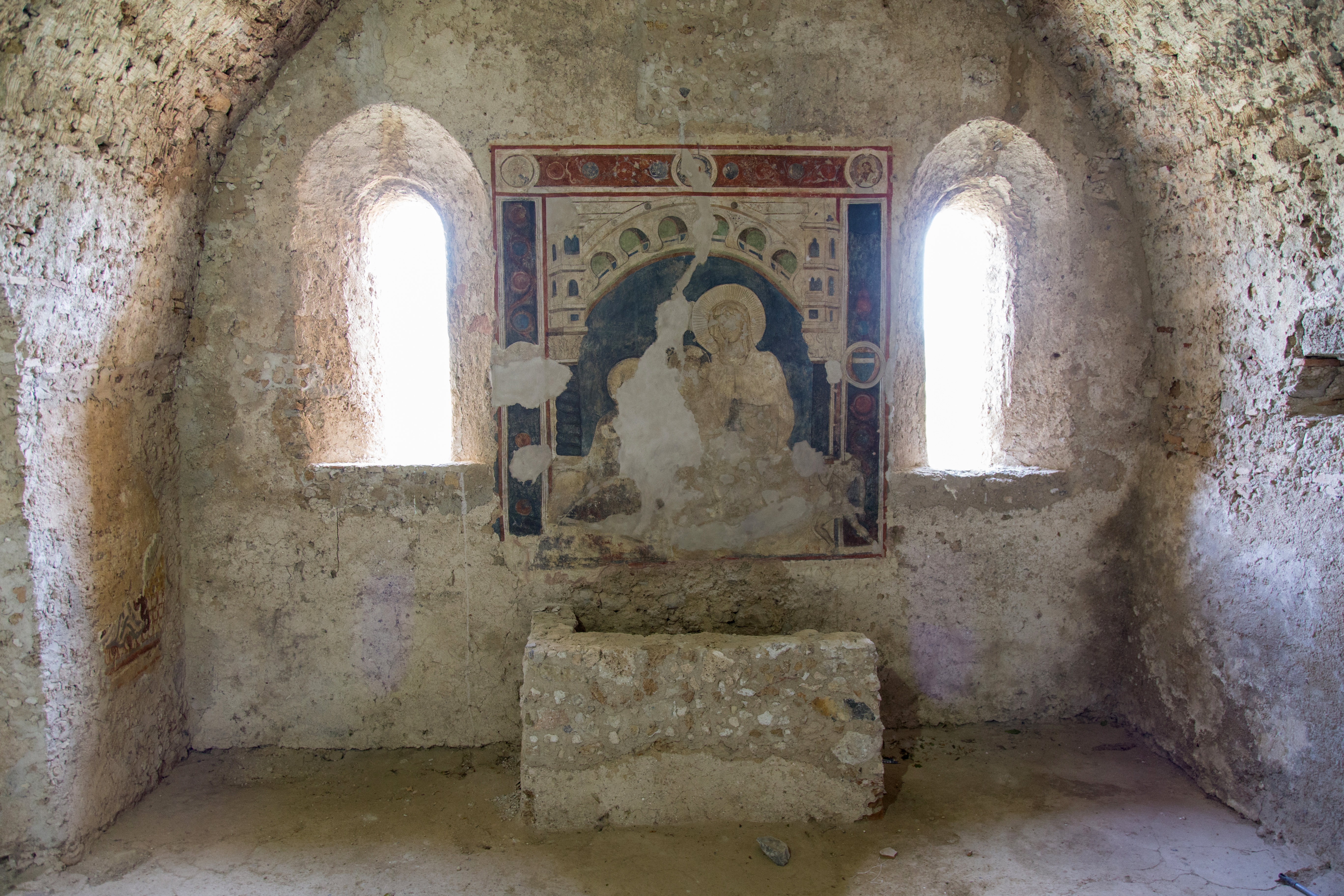

### Esterno del Santuario
Il Santuario presenta all'esterno un ampio piazzale, in cui al centro sorge una fontana sul cui basamento si trovano dei pannelli marmorei realizzati dallo scultore e artigiano castrovillarese Giannino Cherillo nel 1986. I pannelli illustrano le scene principali della leggenda legata alle origini del santuario: Ruggero a cavallo arriva sul luogo in cui inizialmente intende costruire una fortezza e comanda agli operai di scavarne le fondamenta; gli operai eseguono i lavori; il ritrovamento del dipinto miracoloso della Madonna col Bambino; l'edificazione del santuario finale. 
Di recente collocazione sono le statue di moderna fattura di San Michele Arcangelo, principe delle milizie celesti e vincitore dei demoni, della Vergine Santa, di Gesù Misericordioso e della serva di Dio Suor Semplice, monaca di casa castrovillarese.

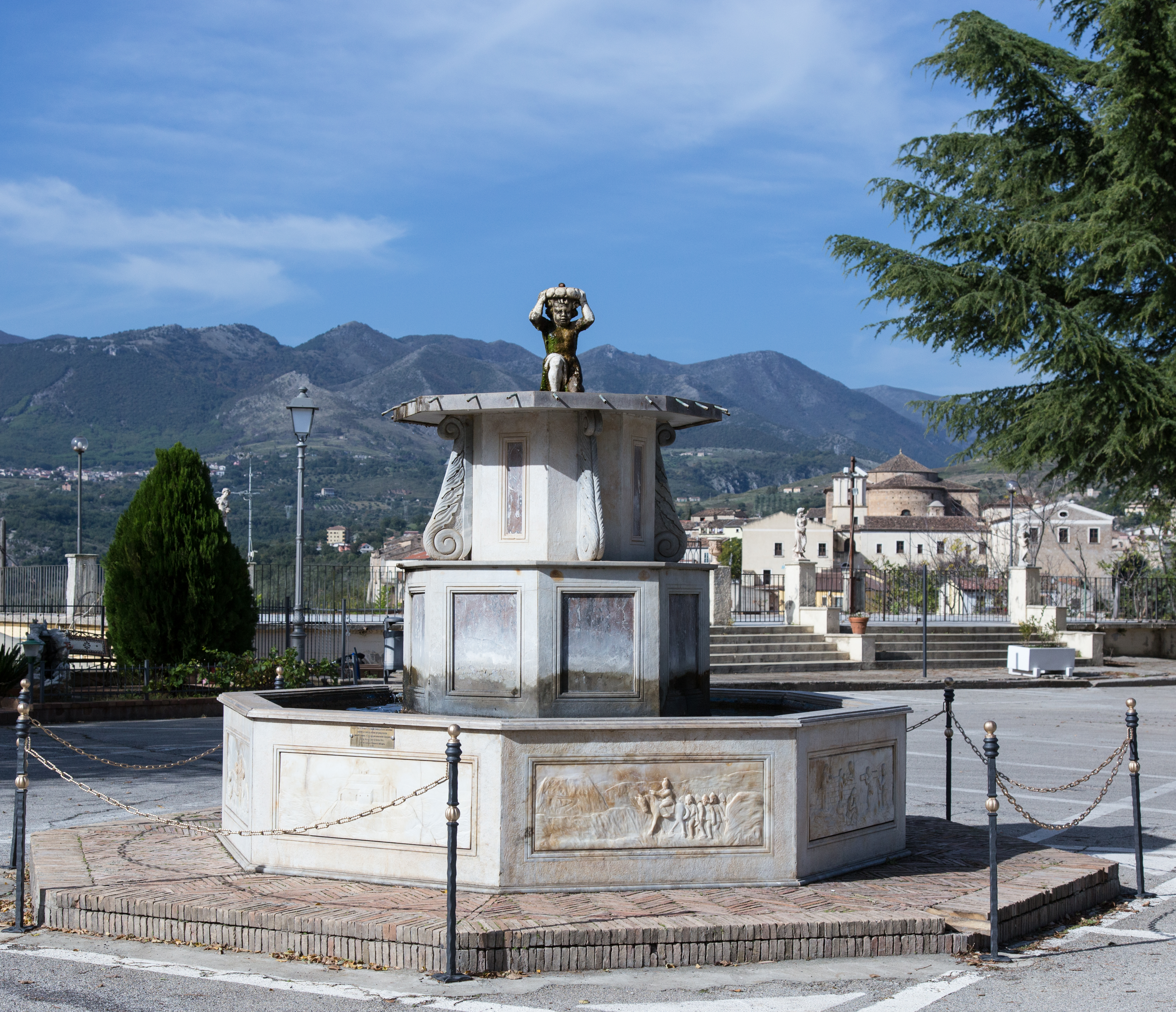
Fontana con pannelli marmorei
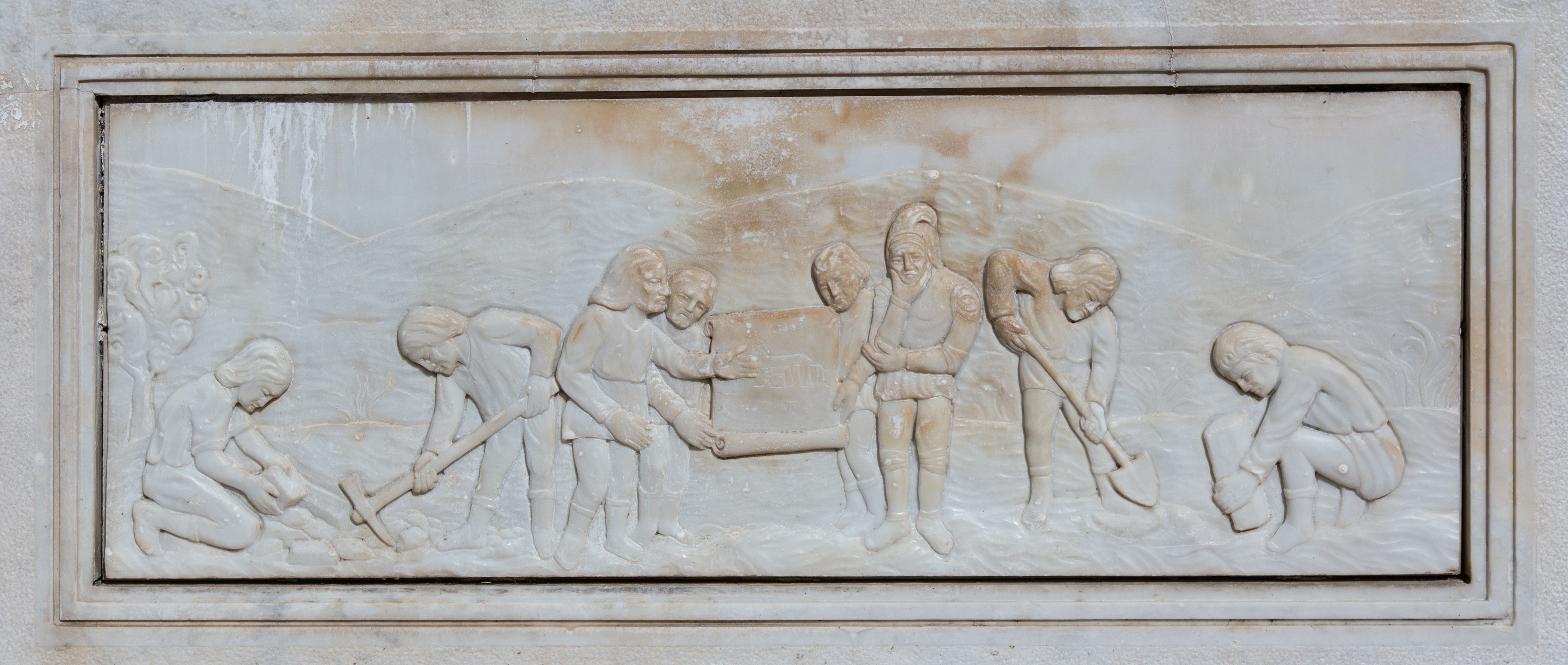
Il ritrovamento del dipinto miracoloso della Madonna del Castello, pannello in marmo bianco